# Joan Riudavets Moll
Joan Riudavets Moll (ur. 15 grudnia 1889, zm. 5 marca 2004) – Hiszpan, znany z długowieczności. Był najstarszym mężczyzną w historii Hiszpanii.

## Życiorys
Przez niemal całe życie mieszkał w wiosce Es Migjorn Gran na Minorce; był z zawodu szewcem, pracował zawodowo do 65 roku życia. Przez jakiś czas był członkiem władz samorządu wiejskiego.
Spośród nielicznej grupy osób, które przekroczyły 110 rok życia, wyróżniała go sprawność fizyczna (jako 110-latek był w stanie jeździć na rowerze). Od maja 2003, po śmierci Włoszki Marii Teresy Fumarola Ligorio, był uznawany za najstarszego mieszkańca Europy; od września 2003, po śmierci Japończyka Yukichi`ego Chuganji`ego, uchodził także za najstarszego mężczyznę na świecie. Po śmierci Riudavetsa tytuł najstarszego mężczyzny przeszedł na Amerykanina Freda Hale'a.
Joan Riudavets Moll dożył 114 lat i 81 dni co uczyniło go również najstarszym mężczyzną kiedykolwiek, który zmarł w Europie i drugim najstarszym Europejczykiem w ogóle. Dłużej żył (115 lat i 252 dni) Duńczyk Christian Mortensen, który zmarł jednak na emigracji w Stanach Zjednoczonych. Oboje byli jedynymi Europejczykami, którzy przekroczyli wiek 114 lat.
Jego matka zmarła krótko po porodzie, jeszcze w grudniu 1889; tym samym prawdopodobnie Riudavets jest rekordzistą ludzkości pod względem długości okresu przeżycia matki.